# 池上郷

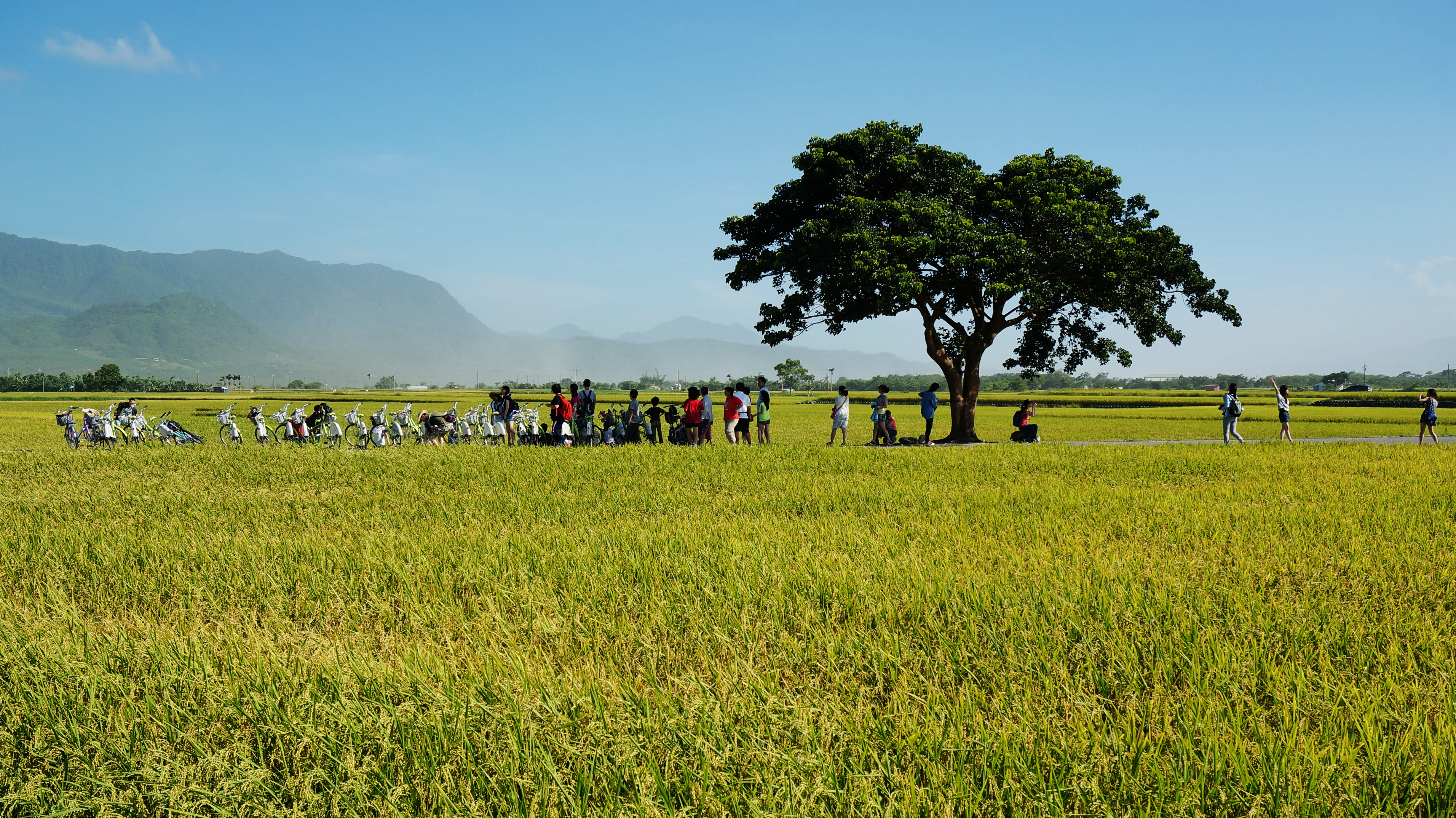
金城武の樹

池上郷（チーシャン/いけがみ-きょう）は台湾台東県の郷。

## 概要
特産の池上米は台湾最高の品質として有名である。

## 地理
池上郷は台東県北部に位置し、北は花蓮県富里郷と、東は東河郷と、西は海端郷と、南は関山鎮とそれぞれ接している。

### 地形
花東縦谷中部に位置し、新武呂渓により沖積した平坦な地勢となっている。

### 原住民
住民は原住民であるアミ族が多くを占める。

### 行政区
| 村                                                                             |
| ------------------------------------------------------------------------------ |
| 福原村、福文村、大埔村、新興村、慶豊村、大坡村、錦園村、万安村、富興村、振興村 |

## 歴史
池上地区は清代光緒年間以降新たに開いた畑という意味の「新開園」と呼ばれていたが、日本統治時代の1911年に官営移民候補地として大坡池（地名）の上手にあるところより内地風に「池上村（いけがみ）」と呼ばれるようになり、1937年「池上庄」を設置、台東庁関山郡の管轄とした。戦後は台東県池上郷と改編され現在に至っている。

## 政治

### 行政

#### 鎮長
歴代郷長
| 代 | 氏名 | 着任日 | 退任日 |
| -- | ---- | ------ | ------ |

## 対外関係

### 姉妹都市･提携都市

#### 国内
- 竹田郷（屏東県）

## 教育

### 国民中学
県立
- 台東県立池上国民中学

### 国民小学
県立
- 台東県立池上国民小学
- 台東県立大坡国民小学
- 台東県立万安国民小学
- 台東県立万安国小 振興分校

## 交通
| 種別 | 路線名称         | その他     |
| ---- | ---------------- | ---------- |
| 鉄道 | 台東線           | 池上駅     |
| 省道 | 台9線            | 花東公路   |
| 省道 | 台20甲線         | 初来－池上 |
| 県道 | 県道197号 (台湾) |            |

## 観光

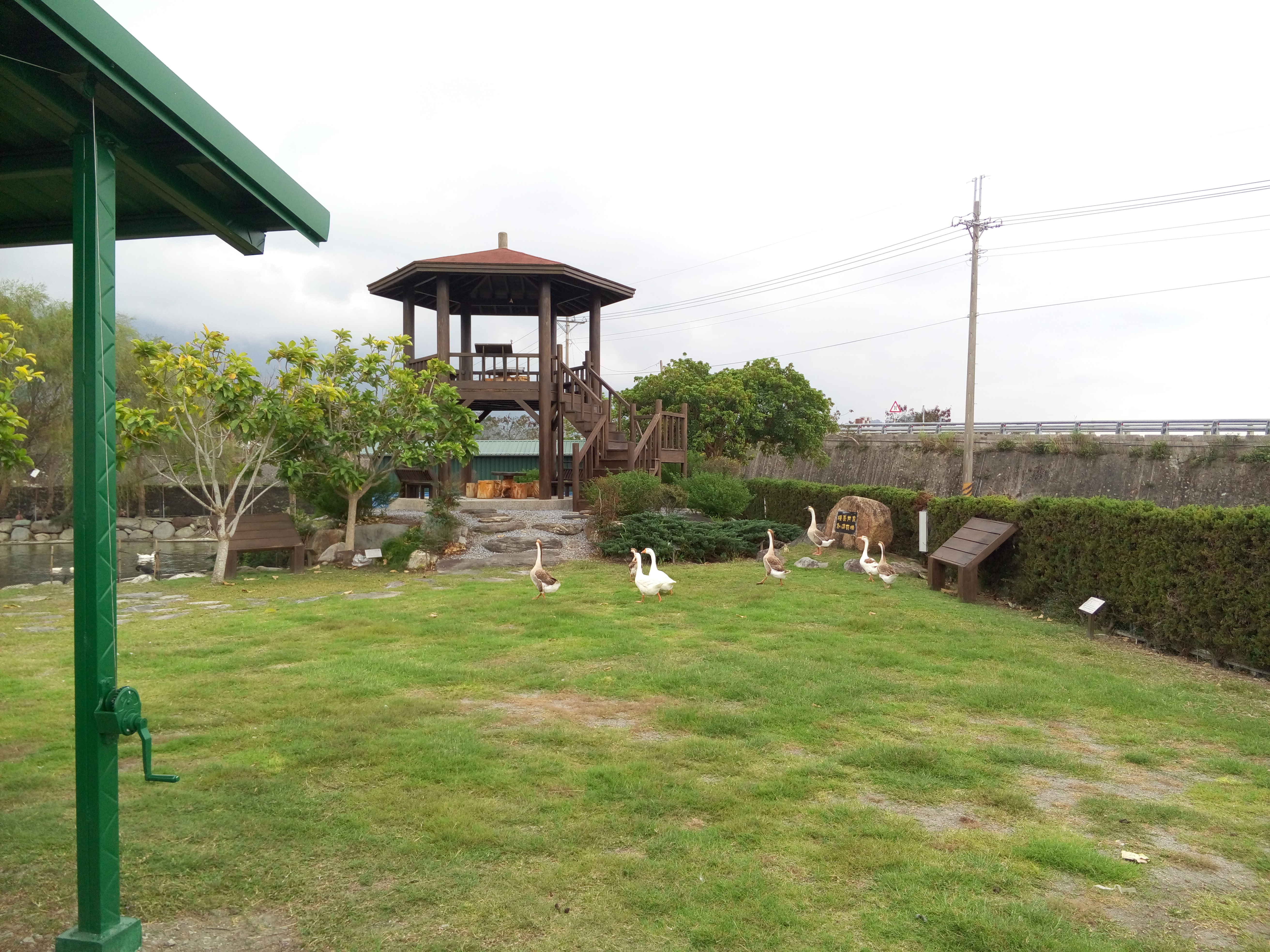
万安圳禾鴨生態池

### 観光スポット
- 杜園
- 池上牧野休閑中心
- 蚕桑休閑農場
- 大坡池（中国語版）
- 池上断層（中国語版）
- 池上飯包文化故事館（英語版）
- 万安磚窯廠（中国語版）
- 万安圳（中国語版）
  - 禾鴨生態池
- 池上圳（中国語版）
- 台東県客家文化園区
- 伯朗大道
  - 金城武の樹、蔡依林の樹